# 丘奇科沃 (梁赞州)
丘奇科沃（羅馬化：Chuchkovo）是俄罗斯梁赞州丘奇科沃区的市级镇、该区规模最大聚居地，同时也是该区唯一一座市级镇。地处梁赞州东部，位于州府梁赞东南方。镇北部设有同名铁路车站。
该地2022年人口有2,613人；2010年人口3,122；2002年人口4,517；1989年人口3,795。